# 成瀬こうき
成瀬 こうき（なるせ こうき、1970年4月4日 - ）は、日本の女優。元宝塚歌劇団専科の男役スター。
愛称は「おっちょん」「なるちゃん」。東京都目黒区出身。身長172cm。血液型O型。

## 来歴・人物
外科医の父のもと出生。東洋英和女学院高等部在学中宝塚歌劇に出会い、入団を決意。同高等部卒業時、武蔵野音楽大学進学が決まっていたが宝塚音楽学校受験・合格・入学。
入学時成績2番。
1991年、宝塚歌劇団に第77期生として入団。入団時の成績は40人中4番。1991年3月28日、月組公演『ベルサイユのばら －オスカル編－』にて初舞台を踏み、翌1992年1月13日に月組に配属。同期生に安蘭けい、春野寿美礼、朝海ひかる、花總まりなど。
1994年、最下級生で、ロンドン公演に参加。
1995年、『ハードボイルド・エッグ』の新人公演で初主演を果たす。
1997年、『ワン・モア・タイム』でバウホール公演初主演。
1998年、雪組へ組替え。『The Wonbor Three』では、安蘭、朝海と同期三人で主演を務める。
2001年、専科へ組替え。同年9月、世田谷パブリックシアター「DANCE GATHER Ing」へ外部出演。
2002年9月23日、『追憶のバルセロナ／ON THE 5th』で宝塚歌劇団を退団。
2004年、充電期間を経て、女優として活動再開。
私生活では2006年11月1日に入籍。2008年5月11日に男の子を出産したことを、自身の公式ページで報告。

## 宝塚歌劇団時代の主な舞台出演

### 月組時代
- 1992年7月、『PUCK』新人公演：ダニー（本役：久世星佳）／『メモリーズ・オブ・ユー -懐かしき時代・美しき人々-』
- 1992年9月、『高照らす日の皇子』（バウ・東京特別）藤原忍国
- 1993年4月、『グランドホテル』新人公演：フェリックス・フォン・ガイゲルン男爵（本役：久世星佳）／『BROADWAY BOYS』
- 1994年1月、『風と共に去りぬ』新人公演：ジョージ（本役：越はるき）
- 1994年7月、『花扇抄』／『扉のこちら』／『ミリオン・ドリームズ』（ロンドン公演）
- 1994年8月、『WANTED』（バウ・東京特別・名古屋特別）イリア
- 1994年11月、『エールの残照』サティ軍曹／『TAKARAZUKA・オーレ』（東京宝塚劇場）
- 1994年12月、『ローン・ウルフ』（バウ・東京特別）フィリップ・ワトソン
- 1995年3月、『Beautiful Tomorrow!』（バウ）
- 1995年4月、『結末のかなた』（バウ）ルージェール伯爵　アルセーヌ・ルパン
- 1995年6月、『ハードボイルドエッグ』新人公演：アレックス（本役：天海祐希）／『EXOTICA!』（東京宝塚劇場） ＊新人公演初主演
- 1995年8月、『ME AND MY GIRL』新人公演：ウィリアムス・スナイブスン（本役：天海祐希） ＊新人公演主演[2]
- 1996年1月、『訪問者』（バウ・東京特別・）政吉／マルセル（2役）
- 1996年3月、『CAN-CAN』新人公演：ヴィクトール・ジュサック（本役：真琴つばさ）／『マンハッタン不夜城 -王様の休日-』
- 1996年9月、『チェーザレ・ボルジア -野望の軌跡-』ホフレ、新人公演：チェーザレ・ボルジア（本役：久世星佳）／『プレスティージュ』 ＊新人公演主演
- 1996年12月、『バロンの末裔』新人公演：エドワード／ロレンス（2役）（本役：久世星佳）／『グランド・ベル・フォリー』 ＊新人公演主演
- 1997年6月、『EL DORADO』カシム
- 1997年9月、『チェーザレ・ボルジア -野望の軌跡-』ルイ12世／『プレスティージュ』（全国ツアー）
- 1997年12月、『ワン・モア・タイム! -グッバイ・ペパーミントナイト! part II-』（バウ）ロードバット ＊バウホール初主演
- 1998年2月、『WEST SIDE STORY』アクション
- 1998年8月、『ブエノスアイレスの風』（ドラマシティ・東京特別）ビセンテ
- 1998年9月、『黒い瞳』ザルーピン／『ル・ボレロ・ルージュ』（大劇場）

### 雪組時代
- 1998年11月、『浅茅が宿 -秋成幻想-』保重／『ラヴィール』（東京）
- 1999年2月、『浅茅が宿 -秋成幻想-』数馬／『ラヴィール』（中日）
- 1999年4月、『再会』アンドレ／『ノバ・ボサ・ノバ -盗まれたカルナバル-』マール[3]／メール夫人[4]（2役）
- 1999年6月、『The Wonder Three』（バウ）バウホール主演
- 1999年9月、『SAY IT AGAIN』（バウ）ピエール・ヴァレンタイン ＊バウホール主演
- 1999年11月、『バッカスと呼ばれた男』アンギャン公爵／『華麗なる千拍子'99』
- 2000年4月、『バッカスと呼ばれた男』アンギャン公爵／『華麗なる千拍子』（全国ツアー）
- 2000年6月、『デパートメント・ストア』／『凱旋門』マルクス、役替わり：ヴェーベル（本役：汐風幸）
- 2001年2月、『猛き黄金の国 -士魂商才!岩崎彌太郎の青春-』三野村利左衛門／『パッサージュ -硝子の空の記憶-』
- 2001年8月、『凱旋門』マルクス／『パッサージュ -硝子の空の記憶-』（博多座）

### 専科時代
- 2001年11月、『カステル・ミラージュ -消えない蜃気楼-』フランク／『ダンシング・スピリット!』
- 2002年5月、『追憶のバルセロナ』アントニオ・ヒメネス／『ON THE 5th -ヴィレッジからハーレムまで-』 ＊退団公演

## 宝塚歌劇団退団後の主な出演

### コンサート／ライブ／ディナーショー／イベント
- 2004年8月　「オペラシティミュージカル」トークショー
- 2005年2月　「ブロードウェイガラコンサート」
- 2005年11月　「入江薫コンサート」に出演
- 2005年7月　ディナーショー「Etrangers〜」（明治記念館）
- 2006年1月21日～29日　「エリザベート10周年ガラコンサート」（東京芸術劇場中ホール）
- 2006年2月10日～14日　「エリザベート10周年ガラコンサート（梅田芸術劇場メインホール）
- 2006年9月　ライブ「4 you」
- 2016年9月23日  「麗人REIJIN Season2 ＂Festa＂」CD発売コンサート（赤坂ACTシアター）
- 2016年12月4日  「Duo LIVE!!」（LIVE cafe HAYASE）
- 2017年１月22日 「VIVA TAKARAZUKA～トークライブ」（LIVE cafe HAYASE）
- 2017年7月13日  「L'Âge d'Orde la Chanson ～シャンソンの黄金時代2017～」（ヤマハホール）
- 2017年8月11日  「TAKARAZUKA SKY STAGE開局15周年記念」番組公開収録（KITTE1階アトリウム）
- 2017年8月28日  「NARU・SHIOのカフェトークライブ～春野寿美礼・朝海ひかるを迎えて～」（三越劇場）
- 2017年10月9日  「グリーンリボンランニングフェスティバル」（駒沢オリンピック公園陸上競技場）
- 2017年10月21日「第31回　るたん・フェスティバル～シャンソンの祭典～」（ヤクルトホール）
- 2017年12月11日「成瀬こうきトーク&ライブ」（浜離宮パークサイドプレイスブルームード）
- 2018年5月1日 　「2018 レジェンドたちのシャンソン」（ヤマハホール）
- 2018年8月24～25日「TODOS DEL Tango VERANO 2018タンゴのすべて」（日本青年館ホール）
- 2018年12月26日「珠玉の名曲をあなたとともに」（ヤマハホール）
- 2018年12月28日「名曲をあなたとともに」（ヤマハホール）
- 2019年2月23日　ライブ「Buddy～友情～」（GINZA Lounge ZERO）
- 2019年4月29日～5月1日　「レビューニッポン・モダンタイムス」（イイノホール）
- 2019年7月28日　「逸翁コンサート えまおゆう×成瀬こうき～帰ってきたタカラジェンヌ～Vol.70」（マグノリアホール）
- 2019年12月25日 「ビバ GIRA×2 Christmas LIVE」（eplus LIVING ROOM CAFE&DAINNING)
- 2020年12月27日 「安蘭けい＆朝海ひかるトークショー（司会）」（東京會舘）
- 2021年2月23日　「えまおゆうとSmileな仲間たち vol.2～生配信無観客ライブ」（中目黒トライ）
- 2021年6月19日　「わたしの好きな歌～Chanson」（ヤマハホール）　　　　　　　　　　　　　　　　　　　　　　　　　　　　　　　　　　　　☛新型コロナウイルス感染症の影響を受けで8月29日に延期、その後公演中止
- 2021年7月31日   「LA MUSIQUE DE PARIS巴里の音楽」（イイノホール）
- 2022年1月26日　「えまおゆうとSmileな仲間たち vol.11～生配信無観客ライブ」（中目黒トライ）
- 2022年4月10日   「Tsubura’sカンパニーレヴューショー 七色の虹に唄えば」（江東区文化センター）
- 2022年9月23～24日 ディナーショー「Smile and Thanks 20th」（第一ホテル東京シーフォート）
- 2022年10月1日　「逸翁コンサート えまおゆう×成瀬こうき～帰ってきたタカラジェンヌ～Vol.88」（マグノリアホール）
- 2023年1月30日　「Tokyo modern times vol.4」（イイノホール）
- 2023年5月19日　ディナーライブ「NARUSING TIME」（ラドンナ原宿）
- 2023年10月23～28日　「宝塚歌劇雪組pre100th Anniversary ～Greatest Dream～」（東京建物ブリリアホール）
- 2023年11月11～12日　「宝塚歌劇雪組pre100th Anniversary ～Greatest Dream～」（梅田芸術劇場メインホール）
- 2024年5月1日　「三ッ矢直生グランドコンサート」（東京芸術劇場プレイハウス）
- 2024年9月20日　ディナーライブ「NARUSING TIME 2」（ラドンナ原宿）

### 舞台
- 2004年11月　東宝現代劇「東京駅」（芸術座）
- 2005年3月2日～4日　「短篇集 Collected Stories」（草月ホール）＊中村メイコと共演（二人芝居）
- 2005年5月8日～15日　「短篇集 Collected Stories」追加公演（博品館劇場）＊中村メイコと共演（二人芝居）
- 2006年3月17日～26日　TSミュージカルファンデーション「MISS SAIKON ～ミス再婚～」（博品館劇場）
- 2018年1月27～28日   「月とサンポーレ！！」（中目黒キンケロシアター）
- 2018年10月27～28日 「月とサンポーレ！！」（宝塚大学宝塚キャンパス内アートヒルホール）
- 2021年11月27～28日 「Blowing！」（CBGKシブゲキ）
- 2024年6月15日　朗読ミュージカル「山崎陽子の世界」（内幸町ホール）
- 2025年3月　朗読劇『忠臣蔵』（よみうり大手町ホール・兵庫県立芸術文化センター）[5]

### ラジオ
- 2022年10月30日　「立花裕人のジェンヌドリーム」（ミュージックバードコミュニティーチャンネル）
- 2024年3月17日　「三ッ矢直生の歌えば幸せ～すみれの香る街から～前編」（FM宝塚）
- 2024年3月24日　「三ッ矢直生の歌えば幸せ～すみれの香る街から～後編」（FM宝塚）